# Hadali
Hadali (en ourdou : ہڈالى) est une ville du district de Khushab, dans la province du Pendjab, au Pakistan.
La ville est séparée en deux Union Councils.
La population de la ville a été multipliée par plus de trois entre 1972 et 2017 selon les recensements officiels, passant de 17 112 habitants à 53 627. Entre 1998 et 2017, la croissance annuelle moyenne s'affiche à 1,4 %, bien inférieure à la moyenne nationale de 2,4 %,. Selon le recensement de 2023, la population de la ville chute à 45 302 habitants.
|            | 1972 (rec.) | 1981 (rec.) | 1998 (rec.) | 2017 (rec.) | 2023 (rec.) |
| ---------- | ----------- | ----------- | ----------- | ----------- | ----------- |
| Population | 17 112      | 21 755      | 40 867      | 53 627      | 45 302      |